# Davide Banderali
Davide Banderali (Palazzolo sull'Oglio, 12 gennaio 1789 – Parigi, 13 giugno 1849) è stato un tenore italiano, popolare nella Francia dell'Ottocento.
Fu inoltre professore di canto al conservatorio di Milano e, dal 1828 fino alla morte per colera, al conservatorio di Parigi.
Ricevette la propria educazione musicale a Lodi. A 17 anni si fece notare sulla scena attirando l'attenzione della principessa Amalia Augusta di Baviera, moglie di Eugenio di Beauharnais, viceré d'Italia, e fu nominato maître de Chapelle della Cappella di Corte. Nel 1812 fu chiamato a Mosca da Napoleone, ma il viaggio fu interrotto a Poznań e Banderali fece ritorno a Milano.
Il suo talento musicale e le sue qualità di cantante gli valsero la nomina di Maestro di canto presso il Conservatorio di Milano, dove ebbe tra i suoi allievi Giuditta Pasta, Giovanni Battista Rubini, Fanny Eckerlin, Timoleone Alexander, Giulio Pellegrini e Violante Camporesi.
Nel 1828 fu chiamato in Francia dal Direttore delle Belle Arti per ricoprire la carica di professore di canto al conservatorio di Parigi. Le sue attività gli valsero la decorazione della Legion d'onore nel 1842.